# إلياس مطر
إلياس مطر (1857 - 1910) هو طبيب وباحث لبناني. 

## حياته
إلياس بن ديب بن إلياس مطر، ولد عام 1857 في حاصبيا. درس الطب في دمشق، والحقوق في الآستانة. وله اثنان وثلاثون كتاباُ بالعربية والتركية، مطبوعة كلها. ومما ألفه بالعربية تاريخ سورية و شرح مجلة الأحكام  و حفظ الصحة .توفي في بيروت عام 1910. 